# Mycobacterium bovis
Mycobacterium bovis is een bacterie uit de familie Mycobacteriaceae. Het veroorzaakt rundertuberculose bij rundvee, maar ook de mens kan er ziek door worden.

## Verspreiding
Deze bacterie is in staat om de meeste warmbloedige gewervelde dieren inclusief de mens te infecteren. De verspreiding van dier (koe) naar mens verloopt meestal via geïnfecteerde niet-gepasteuriseerde melk. M. bovis verspreidt zich onder dieren vooral via inademing van een aerosol die wordt geproduceerd door hoesten. In de praktijk wordt M. bovis vooral gezien bij runderen, al kan er per land een aanzienlijke populatie andere dieren bestaan die ook gevoelig zijn voor M. bovis. In Engeland en Ierland gaat het dan vaak om de das en het edelhert en in Australië om de waterbuffel. Deze in het wild levende diersoorten kunnen de uitroeiing van rundertuberculose onder vee ernstig bemoeilijken omdat de bacterie steeds opnieuw geïntroduceerd kan worden. In Ierland blijkt bij tuberculinisatie ca. 4,6% van de veestapel besmet. In Groot-Brittannië, Spanje en Noord-Ierland gaat het om respectievelijk 2,5%, 3,6% en 8,2% die positief test bij tuberculinisatie.
In 1951 kwam nog op ca. 31% van de Nederlandse boerenbedrijven rundertuberculose voor. In 1955 was dit aandeel gezakt naar enkele procenten als gevolg van een succesvol uitroeiingsprogramma. Nederland (1994) en België (2003) zijn door de EU vrij verklaard van rundertuberculose.

## Behandeling
Bij de behandeling van een M. bovis-infectie van de mens worden in het algemeen de ook bij mensen gangbare tuberculostatica isoniazide (INH) en rifampicine gebruikt gedurende 9 maanden. M. bovis is doorgaans resistent tegen pyrazinamide. Dieren met rundertuberculose of een besmetting met M. bovis worden meestal gedood en buiten de voedselketen gehouden.